# Kammermusik
Der Begriff Kammermusik bezeichnete ursprünglich Musik, die für die fürstliche „Kammer“, sprich den weltlich-repräsentativen Bereich bestimmt war; sie war demnach von der Kirchenmusik zu unterscheiden. Erst im Laufe des Barocks entstand die Eingrenzung des Begriffs auf reine, klein besetzte Instrumentalmusik. Ab der Klassik findet sich aber auch eine explizite Abgrenzung gegenüber der aufkeimenden Konzertmusik. Die wohl bekanntesten Gattungen der klassischen Kammermusik sind Streichquartett und Klaviertrio. In der Romantik erfährt die Kammermusik eine konzertante und virtuose Erweiterung der bestehenden musikalischen Mittel.
Der Begriff Kammermusik ist nicht zu verwechseln mit dem  der Hausmusik.

## Heutige Definition im Wandel
Mit Kammermusik wird in der Regel eine Besetzung von zwei bis neun Spielern bezeichnet – also Ensembles vom Duo bis zum Nonett. Allerdings haben insbesondere in der Neuen Musik große Ensembles nicht selten bis zu 25 Spieler und grenzen damit an Kammerorchester. Bläser- oder Streichquartette gehören eindeutig dazu. Andere differenzieren nach der Instrumentalkombination oder der Satztechnik. Für Kammermusik im engeren Sinne ist wesentlich, dass sie erstens von jeweils alleinverantwortlichen Instrumentalisten gespielt wird (Stimmen sind nie doppelt besetzt) und zweitens nicht dirigiert wird, dass die Spieler also eigenverantwortlich zusammenfinden.
Unter Kammermusik wird heute die Musik für kleine Instrumental-Ensembles im Gegensatz zur Musik für Orchester verstanden, wobei der Übergang zwischen den Genres fließend ist – etwa die Kammerorchester und -chöre, die weder definitiv klein noch groß besetzt und in der Regel auch dirigiert werden. Die Kammeroper besteht oft aus einem kleinen Opernensemble (Kammerorchester, kleiner Chor, wenige Solisten).
Der Begriff der Kammermusik befindet sich allerdings in den letzten 20 Jahren in einer Wandlung. Beeinflusst durch neuere Forschung und die auch im Mainstream der klassischen Musik weite Verbreitung der Barockmusik, findet sich die Kammermusik heute besonders für größere Ensembles stärker durch Begriffe wie „kammermusikalischer Klang“ und „kammermusikalische Verantwortung“ abgegrenzt von der klassischen „Konzertmusik“, als es bis jetzt der Fall war.
Unter vokaler Kammermusik versteht man Vokalmusik und Arrangements für die Besetzung von kleineren Vokalensembles.

## Typische Gattungen und Besetzungen

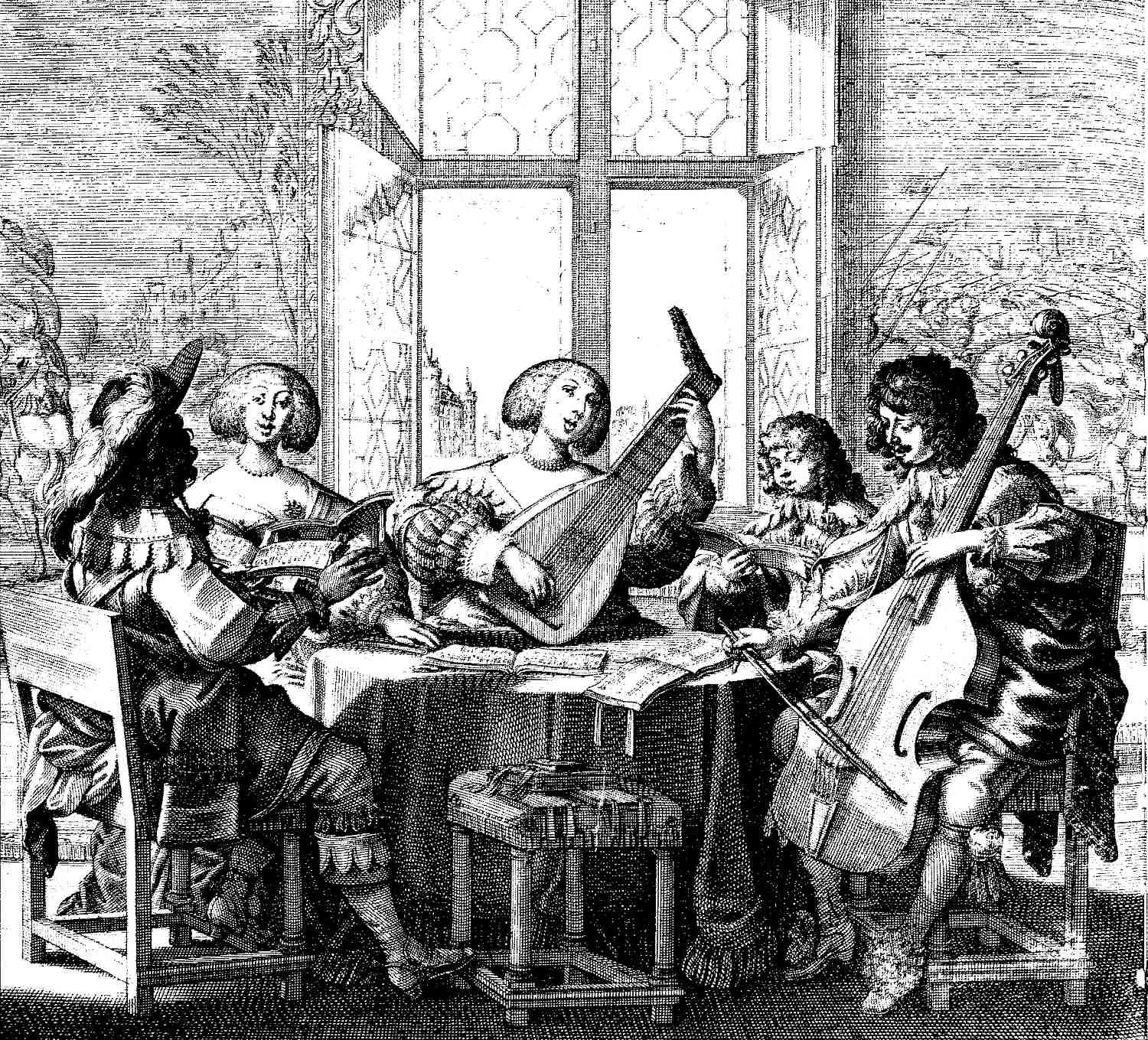
Kammermusik um 1650

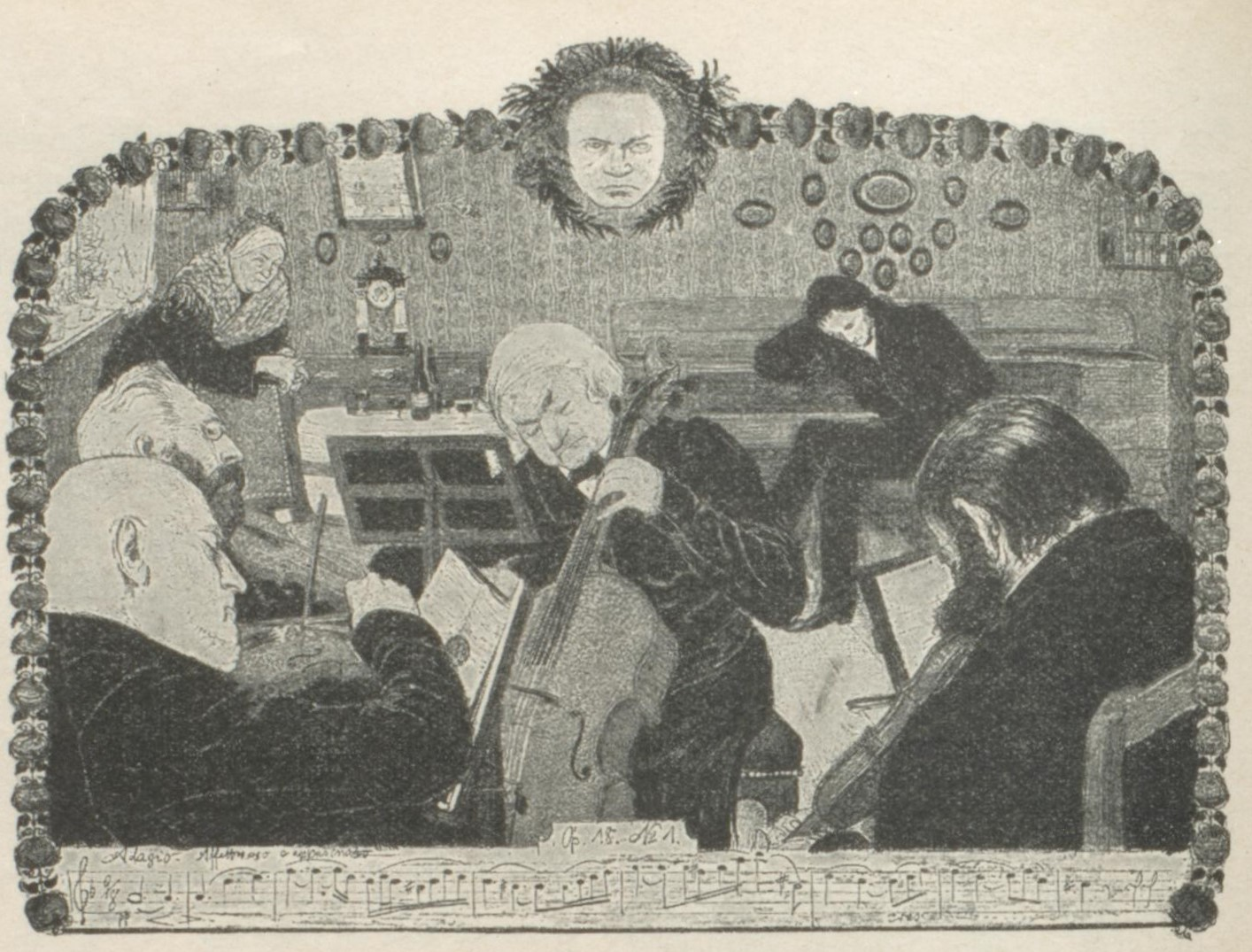
Illustration von Reinhold Max Eichler zum Gedicht Kammermusik von Hugo Salus (1896). Gespielt wird das erste Streichquartett von Beethoven.

- Sonate für Melodie-Instrument und Generalbass
- Triosonate
- Kammermusik für ein Melodie- und ein Tasteninstrument (Klavier)
- Klaviertrio
- Klaviertrio mit Bläsern
- Klavierquartett
- Klavierquintett
- Klavierquintett mit Bläsern
- Klaviersextett
- Klavierseptett
- Horntrio
- Kammermusik mit Harfe
- Streichtrio
- Trio mit Bläsern
- Bläsertrio
- Streichquartett
- Quartett mit Bläsern (z. B. Flötenquartett)
- Streichquintett
- Bläserquintett (Holzbläserquintett, Blechbläserquintett)
- Streichsextett
- Sextett mit Bläsern
- Septett
- Oktett mit Bläsern
- Nonett mit Bläsern
- Dezett mit Bläsern
- Streichoktett und Doppelquartett

## Kammermusikfestivals
Bekannte Kammermusikfestivals im deutschsprachigen Raum sind:
- Mizmorim Kammermusik Festival in Basel
- Festival Musikdorf Ernen in Ernen
- Kyburgiade in Kyburg und Winterthur
- Allegro Vivo im Waldviertel
- Kammermusikfest Lockenhaus
- Eckelshausener Musiktage in Mittelhessen
- GAIA Musikfestival in Thun
- Swiss Chamber Music Festival in Adelboden
- Steirisches Kammermusikfestival
- CLASSIX Kempten
- Langenberg Festival – Kammermusik zwischen Rhein und Ruhr
- Sommerliche Musiktage Hitzacker
- Ponte Kammermusikfestival in Ulm